# アン・マリー・スローター

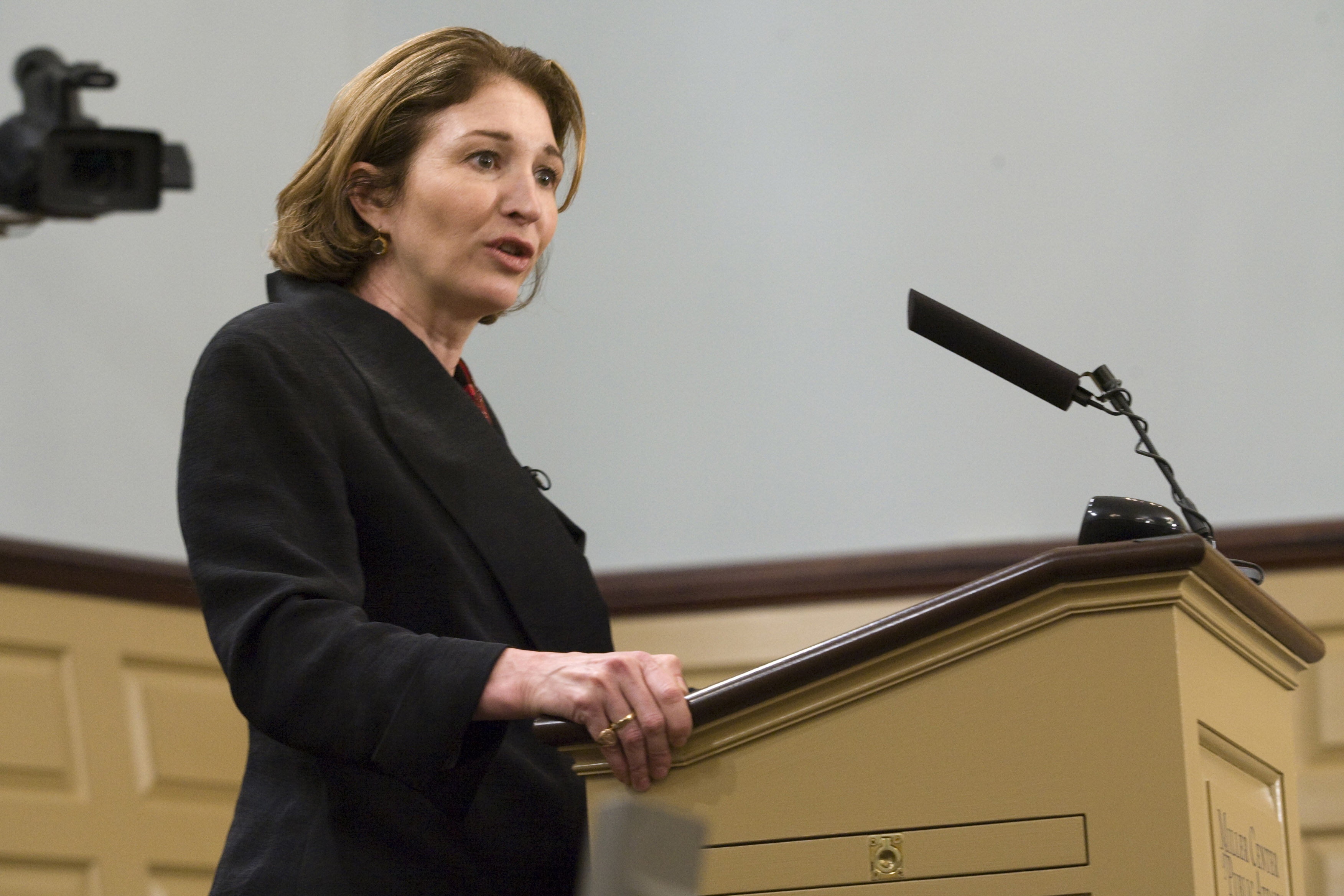

アン・マリー・スローター（Anne-Marie Slaughter、1958年9月27日 - ）は、アメリカ合衆国の国際法学者、国際政治学者。プリンストン大学教授。

## 経歴
米国人の父とベルギー人の母のもと、バージニア州シャーロッツビルで育つ。1980年にプリンストン大学卒業後、1982年にオックスフォード大学で修士号、1985年にハーバード大学法科大学院で法務博士号、1992年にオックスフォード大学で博士号をそれぞれ取得。シカゴ大学ロースクール助教授・教授、ハーバード大学ケネディスクール教授などを経て、2002年からプリンストン大学教授。その後、2002年から2009年まで女性初のプリンストン大学ウッドロー・ウィルソン公共政策大学院院長、2009年1月から2011年2月までアメリカ国務省政策企画本部長を務めた。また、2002年から2004年まではアメリカ国際法学会会長を歴任。
2012年、米国の月刊誌「アトランティック」に、「女性は仕事と家庭を両立できない」という文章を寄稿し、大きな論争を引き起こした。この記事をもとに三年あまりをかけてUnfinished Businessという一冊の本を書き下ろした。同書の邦訳版は『仕事と家庭は両立できない？：「女性が輝く社会」のウソとホント』のタイトルで篠田真貴子（「ほぼ日」ＣＦＯ）解説、関美和訳にて、2017年、ＮＴＴ出版より刊行されている。
夫はアンドリュー・モラフチークであり、2人の子供がいる。

## 著書

### 単著
- Unfinished Business: Women Men Work Family,Oneworld Publications (2016/5/12)
- A New World Order, (Princeton University Press, 2004).
- The Idea that Is America: Keeping Faith with Our Values in a Dangerous World, (Basic Books, 2007).

### 共著
- The New Challenges to International, National and Human Security Policy: A Report to the Trilateral Commission, with Carl Bildt and Kazuo Ogura, (Trilateral Commission, 2004).
- The Crisis of American Foreign Policy: Wilsonianism in the Twenty-first Century, with G. John Ikenberry, Thomas J. Knock, and Tony Smith, (Princeton University Press, 2008).

### 共編著
- The European Court and National Courts - Doctrine and Jurisprudence: Legal Change in its Social Context, co-edited with Alec Stone Sweet and J. H. H. Weiler, (Hart, 1998).
- Legalization and World Politics, co-edited with Judith Goldstein, Miles Kahler, and Robert O. Keohane, (MIT Press, 2001).
- The Methods of International Law, co-edited with Steven R. Ratner, (William S. Hein, 2005).

### 翻訳書
- アン=マリー・スローター著『仕事と家庭は両立できない？：「女性が輝く社会」のウソとホント』（篠田真貴子解説、関美和訳、ＮＴＴ出版、2017年）
- アン・マリー・スローター、ジョセフ・E・スティグリッツ、クリスティーヌ・ラガルドほか『混乱の本質』（徳川家広訳、土曜社、2012年）